# Pablo Brägger
Pablo Dominic Brägger (Oberbüren, 27 de noviembre de 1992) es un deportista suizo que compite en gimnasia artística. Ganó tres medallas en el Campeonato Europeo de Gimnasia Artística entre los años 2015 y 2017.

## Palmarés internacional
| Campeonato Europeo | Campeonato Europeo    | Campeonato Europeo | Campeonato Europeo   |
| Año                | Lugar                 | Medalla            | Prueba               |
| ------------------ | --------------------- | ------------------ | -------------------- |
| 2015               | Montpellier (Francia) | Medalla de bronce  | Suelo                |
| 2016               | Berna (Suiza)         | Medalla de bronce  | Concurso por equipos |
| 2017               | Cluj-Napoca (Rumania) | Medalla de oro     | Barra fija           |